# Трифторацетат серебра
Трифторацетат серебра — неорганическое соединение,
соль серебра и трифторуксусной кислоты
с формулой CF3COOAg,
бесцветные кристаллы,
растворяется в воде.

## Получение
- Обменная реакция трифторацетата натрия и нитрата серебра с последующей экстракцией трифторацетата серебра диэтиловым эфиром:

{\displaystyle {\mathsf {CF_{3}COONa+AgNO_{3}\ {\xrightarrow {}}\ CF_{3}COOAg+NaNO_{3}}}}
- Растворение оксида серебра в растворе трифторуксусной кислоты:

{\displaystyle {\mathsf {2CF_{3}COOH+Ag_{2}O\ {\xrightarrow {}}\ 2CF_{3}COOAg+H_{2}O}}}

## Физические свойства
Трифторацетат серебра образует бесцветные кристаллы.
Растворяется в воде, эфире и бензоле,
плохо растворяется в хлороформе.